# Gefaciliteerde communicatie
Gefaciliteerde communicatie (Engels: Facilitated Communication) is een omstreden communicatiemethode die wordt toegepast bij mensen die niet of nauwelijks kunnen spreken. Het gaat hierbij meestal om mensen met non-verbale vormen van autisme, mensen met een verstandelijke beperking of mensen met hersenschade. De methode is in 1977 in Australië in gebruik genomen, en heeft zich daarna naar andere landen verspreid. In wetenschappelijke kringen wordt gefaciliteerde communicatie als pseudowetenschap beschouwd.
De methode is omstreden omdat er partijen zijn die in de methode geloven, en partijen die door testen aantonen dat niet de ondersteunde persoon maar de begeleider aan het woord is als gefaciliteerde communicatie wordt gebruikt. In Nederland heeft de Vereniging tegen de Kwakzalverij de methode in 2009 opgenomen in hun encyclopedie onder de noemer Facilitated Communication (FC).  Ook de vereniging Skepsis heeft over de methode gepubliceerd, evenals kranten zoals NRC en Groene Amsterdammer.   

## Methodiek
Bij gefaciliteerde communicatie houdt een begeleider continu een lichaamsdeel van de cliënt vast om communicatie mogelijk te maken. De begeleider kan de arm van de cliënt ondersteunen zodat deze letters kan typen, of het hoofd vasthouden als er met een oog-bestuurde computer (eye-tracker) gewerkt wordt. Deze communicatiemethode wordt door tegenstanders daarom vergeleken met een ouijabord.
Voorstanders van gefaciliteerde communicatie stellen dat het continu ondersteunen van het lichaamsdeel niet leidt tot sturing van dat lichaamsdeel. Er bestaan echter geen studies die aantonen dat gefaciliteerde communicatie inderdaad de cliënt aan het woord laat. Er zijn daarentegen wel studies die aantonen dat de communicatie-uitingen volledig aan de begeleider toe te schrijven zijn. 
Soms wordt alleen het letterbord, waarnaar door de cliënt gewezen wordt, door de begeleider vastgehouden. Ook dat is gefaciliteerde communicatie. In dat geval is sturing namelijk ook mogelijk door het bord te bewegen in de door de begeleider gewenste richting. Op het Youtube-kanaal van 'FC is not Science' wordt het gebruik van deze vorm van communicatiehulp zorgvuldig geanalyseerd. Videobeelden die door voorstanders van Gefaciliteerde Communicatie zijn geplaatst worden beeld voor beeld bekeken waarna blijkt dat de begeleider veel invloed uitoefent. 
Bij gebruik van gefaciliteerde communicatie is de autonomie van de cliënt extreem laag. Er is immers altijd een begeleider nodig. Daarnaast is het een methode die erg veel tijd kost door de continue 1-op-1 begeleiding. Omdat de werkzaamheid van de methode nooit is aangetoond is het de vraag of die tijdsinvestering te verantwoorden is.

## Het verschil met Ondersteunde Communicatie (OC)
De term Ondersteunde Communicatie (OC) wordt gebruikt voor alle methoden en hulpmiddelen die niet-sprekende cliënten helpen met communiceren. Gefaciliteerde communicatie wijkt daarvan af door het continu vasthouden van de cliënt tijdens de communicatie. Dat gebeurt bij de andere OC-methoden niet. 
De internationale organisatie die belanghebbenden op het gebied van OC verenigt heet ISAAC. De afkorting staat voor 'International Society for Augmentative and Alternative Communication'. ISAAC heeft een krachtig statement tegen Gefaciliteerde Communicatie gepubliceerd. 
In Nederland worden de belangen van mensen die niet of nauwelijks kunnen spreken behartigd door onder andere ISAAC-NF. Stichting MILO verzorgt voor veel personen met communicatiebeperkingen specifieke scholing en training, MILO financiert ook de leerstoel Ondersteunde Communicatie bij de Radboud Universiteit in Nijmegen.   Beide organisaties benadrukken het belang van autonome communicatie voor de ondersteunde personen.

## Testen
Of gefaciliteerde communicatie werkt is tamelijk eenvoudig vast te stellen door een goed gecontroleerde test te doen.  Als de begeleider niet over de informatie beschikt die de client heeft (of logischerwijs zou moeten hebben) dan valt de methode direct door de mand. Zie voor een voorbeeld de zaak in Australië in de alinea hieronder. Andere testopties zijn het blinddoeken van de begeleider zodat hij/zij het scherm niet kan zien waarmee gecommuniceerd wordt door de client, of door een koptelefoon zorgen dat de begeleider de vraag niet kan horen en daardoor niet weet welk antwoord moet worden aangeklikt. Gebruikers van en gelovigen in gefaciliteerde communicatie wijzen deze testen bijna altijd af. 

## Beschuldigingen van misbruik
Meerdere studies kwamen tot de conclusie dat er alleen zinvolle communicatie ontstond wanneer de begeleider kennis had van het gespreksonderwerp. Een zaak in Australië bijvoorbeeld leidde tot bedenkelijke conclusies. Een gehandicapte, non-verbale jonge vrouw beschuldigde haar vader van seksueel misbruik door middel van een communicatiebord. Echter, wanneer haar gevraagd werd om de naam van haar hond te spellen, kon ze geen antwoord geven. Dit wijst erop dat niet de jonge vrouw, maar wel haar begeleider aan het communiceren was.
Gefaciliteerde communicatie kan leiden tot allerlei vormen van misbruik, inclusief seksueel misbruik. Een non-verbale man met een beperking werd bijvoorbeeld jarenlang misbruikt door zijn begeleidster, aangezien hij zogezegd toestemming had gegeven voor de relatie. De vrouw werd veroordeeld met een gevangenisstraf.
Ook heeft gefaciliteerde communicatie wereldwijd geregeld geleid tot valse beschuldigingen. In Nederland vond in 2024 een rechtszaak plaats waarin gefaciliteerde communicatie door experts onbetrouwbaar werd bevonden. Daardoor werd de verdachte vrijgesproken van de beschuldigingen van seksueel misbruik.

### Zaak in België
In 2006 ontdekte neuroloog Steven Laureys dat een comapatiënt toch bij bewustzijn was. De man was verlamd geraakt in een auto-ongeluk en gedurende meer dan twintig jaar ging men ervan uit dat hij in vegetatieve toestand verkeerde. Hij leed echter aan locked-in-syndroom. De man leek dan te kunnen praten door middel van gefaciliteerde communicatie, maar dit werd later ontkracht door een zorgvuldige test te doen. Laureys had hem daarvoor voorwerpen getoond zonder de communicatie-begeleider erbij. De man kon toen geen enkel voorwerp correct communiceren.